# Raufoss Stadion
Raufoss Stadion – wielofunkcyjny stadion w Raufoss, w Norwegii. Został otwarty w 1918 roku. Może pomieścić 4000 widzów. Do 2008 roku swoje spotkania rozgrywali na nim piłkarze klubu Raufoss IL.
Stadion został otwarty w 1918 roku. Przez lata obiekt gościł spotkania piłkarskie z udziałem klubu Raufoss IL, w tym na najwyższym szczeblu rozgrywkowym. Z czasem starzejący się stadion przestał jednak spełniać wymogi licencyjne i od 2008 roku klub rozgrywał swoje mecze wyłącznie na położonej niedaleko hali z pełnowymiarowym boiskiem, tzw. Raufoss Storhall (obiekt ten został oddany do użytku w 1999 roku). W 2015 roku obok starego stadionu otwarto natomiast nowy obiekt, na którym odtąd rozgrywa swoje spotkania Raufoss IL.